# クロスド・レター

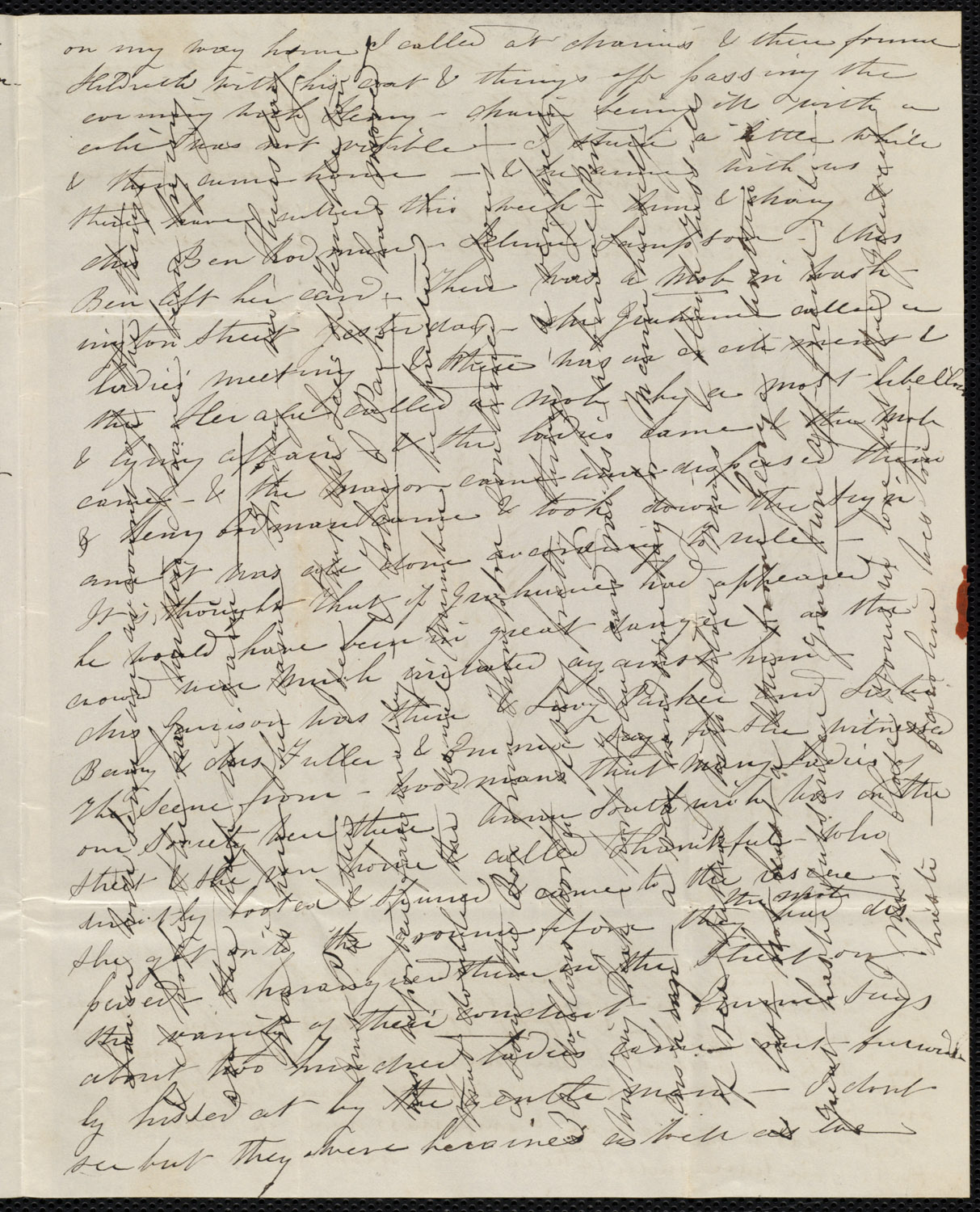
クロスド・レターの一例(1837年、マサチューセッツ州)

クロスド・レター（英: Crossed letter）は、手書きの文章2組を直角に組み合わせた手紙である。郵便制度の草創期である19世紀に、紙面および郵送料を節約するために考案された。この技法はクロスハッチング(cross-hatching)、あるいはクロスライティング(cross-writing)ともよばれる。